# Egalitärer Liberalismus
Der egalitäre Liberalismus ist eine politische Ideologie, die maßgeblich von John Rawls in seinem Hauptwerk A Theory of Justice (1971) sowie in der Schrift Politischer Liberalismus entwickelt wurde und von der Überzeugung ausgeht, dass Gerechtigkeit vorrangig durch den Grundwert der Gleichheit bestimmt ist.
Es scheint unmöglich, einen Konsens aller Gesellschaftsmitglieder in der Definition des Begriffs Gerechtigkeit zu finden, da alle Menschen sich in unterschiedlichen Lebenssituationen, Familien und Einkommensgruppen befinden.
Der egalitäre Liberalismus empfiehlt daher, allgemeine Grundwerte für jeden zu garantieren und die Gleichheit zumindest in Hinblick auf Chancen herzustellen und Ungleichheiten, die auf natürlichen oder gesellschaftlichen Bedingungen beruhen können, durch Umverteilung zu kompensieren. Ungleichheiten sind nach Rawls nur dann gerechtfertigt, wenn sie auch zum Nutzen der am schlechtesten Gestellten in der Gesellschaft dienen.
Freiheit hat für den egalitären Liberalisten die Funktion, das Ideal der Gerechtigkeit unter Gleichen herzustellen, ist also nicht Zweck, sondern Mittel. Im Gegensatz hierzu steht der Libertarismus, für den die Freiheit einen absoluten Wert bedeutet.
Dem egalitären Liberalismus sind neben Rawls auch Bruce Ackerman, Ronald Dworkin und Thomas Nagel sowie in einer erweiterten Auffassung auch die Gerechtigkeitstheorien von Jürgen Habermas und Amartya Sen zuzurechnen.